# Meződ
Meződ is een plaats (község) en gemeente in het Hongaarse comitaat Baranya. Meződ telt 149 inwoners (2001).